# Санта Урсула (Пето)
Санта Урсула (шп. Santa Úrsula) насеље је у Мексику у савезној држави Јукатан у општини Пето. Насеље се налази на надморској висини од 38 м.

## Становништво
Према подацима из 2005. године у насељу су живела 2 становника.

### Хронологија
| Година       | 2000        | 2005 |
| ------------ | ----------- | ---- |
| Становништво | 16 (10 / 6) | 2    |

### Попис
| # | Индикатор                        | Вредност |
| - | -------------------------------- | -------- |
| 1 | Укупно појединачних домаћинстава | 1        |